# سفارة بولندا في كوريا الجنوبية
سفارة بولندا في كوريا الجنوبية هي أرفع تمثيل دبلوماسي لدولة بولندا لدى كوريا الجنوبية. تقع السفارة في سول وهي تهدف لتعزيز المصالح البولندية في كوريا الجنوبية.

## وصلات خارجية
- الموقع الرسمي
- قائمة سفارات بولندا
- قائمة السفارات في كوريا الجنوبية